# Masanao Sasaki
Masanao Sasaki (Prefettura di Chiba, 19 giugno 1962) è un ex calciatore giapponese, di ruolo centrocampista.